# Noordelijke Kalkalpen
De Noordelijke Kalkalpen vormen een groep van bergketens in de oostelijke Alpen. Het begrip wordt gebruikt om een driedeling te maken in deze oostelijke Alpen in oostwestelijke richting. De Noordelijke Kalkalpen liggen ten noorden van de Centrale Alpen. Laatstgenoemde bergketen scheidt de Noordelijke Kalkalpen van de derde groep bergketens, de Zuidelijke Kalkalpen. Het verschil tussen de drie bergketens wordt veroorzaakt door het verschil in de geologische opbouw, maar ook geografische criteria spelen bij de indeling een rol.
De grens tussen de Noordelijke Kalkalpen en de Centrale Alpen volgt grotendeels de grote rivierdalen, zoals het Inndal, het Salzachtal, het Ennstal en het Murdal. Omdat de scheiding tussen de bergketens niet puur geologisch is, komen er bijvoorbeeld ook in de Stubaier Alpen, die deel uitmaken van de Centrale Alpen, bergen voor die grotendeels bestaan uit kalksteen. Het Rätikon wordt ook tot de Centrale Alpen gerekend, alhoewel twee derde van dit gebergte uit sedimentgesteente bestaat. Geografisch gezien is het Rätikon echter sterk met de Silvretta en daarmee met de Centrale Alpen verbonden. Daarentegen behoren tot de Noordelijke Kalkalpen ook gebergten, zoals de Karwendel, die niet voor het grootste deel uit kalksteen, maar uit ander gesteente (zoals dolomiet, mergel of flysch) bestaan. Om verwarring op grond van geologische opbouw te voorkomen wordt in de literatuur voor de Noordelijke Kalkalpen ook wel kortweg de term Noordelijke Alpen gebruikt.
In de Noordelijke Kalkalpen zijn, in tegenstelling tot de Centrale Alpen, maar weinig gletsjers te vinden.

## Ligging
De Noordelijke Kalkalpen reiken vanaf het Bregenzerwald in de Oostenrijkse deelstaat Vorarlberg in het westen tot aan het Wienerwald in Neder-Oostenrijk en Wenen in het oosten. Over een breedte van 25–45 kilometer doorkruisen de Noordelijke Kalkalpen de districten Zwaben en Opper-Beieren in de Duitse deelstaat Beieren en de Oostenrijkse deelstaten Vorarlberg, Tirol, Salzburg, Stiermarken, Opper-Oostenrijk, Neder-Oostenrijk en Wenen. De hoogste bergtoppen van de Noordelijke Kalkalpen zijn de Parseierspitze (3038 m) in de Lechtaler Alpen en de Dachstein (2996 m).

## Indeling

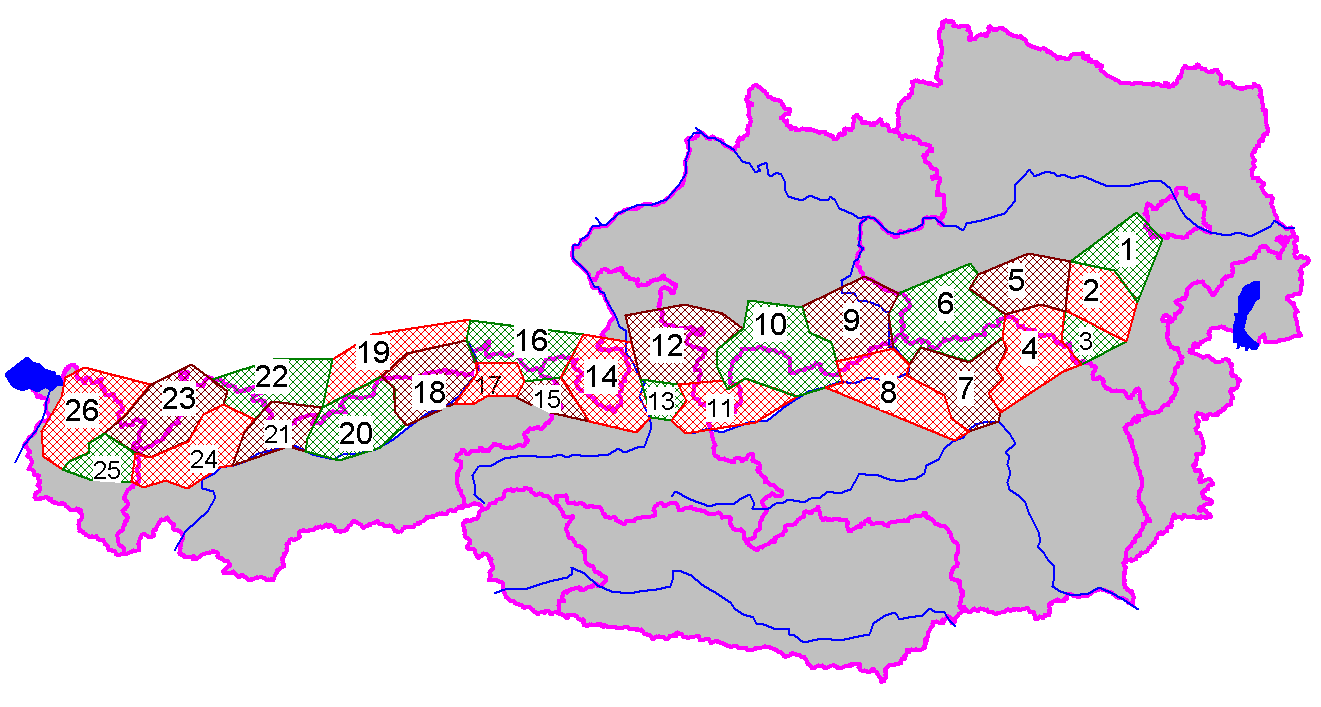
De bergketens van de Noordelijke Kalkalpen. De paarse lijnen geven de staatsgrenzen en de deelstaatsgrenzen van Oostenrijk aan.

De volgende bergketens behoren tot de Noordelijke Kalkalpen. De nummers vooraan corresponderen met de nummers op de kaart rechts.
1. Wienerwald, hoogste berg: Schöpfl (893 m)
2. Gutensteiner Alpen, hoogste berg: Reisalpe (1399 m)
3. Rax-Schneeberg-groep, hoogste berg: Schneeberg (2075 m)
4. Mürzsteger Alpen, hoogste berg: Hohe Veitsch (1982 m)
5. Türnitzer Alpen, hoogste berg: Tiroler Kogel (1377 m)
6. Ybbstaler Alpen, hoogste berg: Hochstadl (1910 m)
7. Hochschwabgroep, hoogste berg: Hochschwab (2277 m)
8. Ennstaler Alpen, hoogste berg: Hochtor (2365 m)
9. Opper-Oostenrijkse Vooralpen, hoogste berg: Hohe Nock (1963 m)
10. Totes Gebirge, hoogste berg: Großer Priel (2513 m)
11. Dachsteingebergte, hoogste berg: Hoher Dachstein (2995 m)
12. Salzkammergut, hoogste berg: Gamsfeld (2028 m)
13. Tennengebergte, hoogste berg: Raucheck (2431 m)
14. Berchtesgadener Alpen, hoogste berg: Hochkönig (2941 m)
15. Loferer en Leoganger Steinbergen, hoogste berg: Birnhorn (2634 m)
16. Chiemgauer Alpen, hoogste berg: Sonntagshorn (1960 m)
17. Kaisergebergte, hoogste berg: Ellmauer Halt (2344 m)
18. Brandenberger Alpen (incl. Rofangebergte), hoogste berg: Hochiß (2299 m)
19. Beierse Vooralpen, hoogste berg: Krottenkopf in het Estergebergte (2086 m)
20. Karwendel, hoogste berg: Birkkarspitze (2749 m)
21. Wettersteingebergte en Miemingergebergte, hoogste berg: Zugspitze (2962 m)
22. Ammergauer Alpen, hoogste berg: Daniel (2340 m)
23. Allgäuer Alpen, hoogste berg: Großer Krottenkopf (2657 m)
24. Lechtaler Alpen, hoogste berg: Parseierspitze (3036 m)
25. Lechbrongebergte, hoogste berg: Große Wildgrubenspitze (2753 m)
26. Bregenzerwaldgebergte, hoogste berg: Glatthorn (2134 m)